# Milad Klein
Milad Klein (* 17. Mai 1987 in Isfahan) ist ein deutscher Schauspieler, Regisseur und Autor.

## Leben
Milad Klein begann seine Karriere zunächst als Schauspieler. Er studierte u. a. am Lee Strasberg Theatre and Film Institute in Los Angeles.
Mit dem von ihm selbst produzierten Kurzfilm Omid feierte Klein 2016 sein Leinwanddebüt als Drehbuchautor und Regisseur. Er arbeitete fortan mit Odeon/H&V Film an verschiedenen Serienkonzepten.
2019 veröffentlicht er seinen ersten Roman "Im Schatten".

## Filmografie (Auswahl)
Schauspieler
- 2006: Zelle
- 2007: Das Weinen Davor
- 2011: The Green Wave (Dokumentation)
- 2013: Verbotene Liebe (Fernsehserie, eine Folge)
- 2014: Stammplatz
- 2015: Ghettoveteran (Webserie)
- 2019: Tatort: Angriff auf Wache 08 (Fernsehreihe)

Regie
- 2016: Omid (Kurzfilm, auch Drehbuch und Produktion)

## Romane
- 2019: Im Schatten

(Teil 1) Berlin 2019, ISBN 978-1-70792-851-4

## Auszeichnungen
- 2011: Adolf-Grimme-Preis in der Kategorie Kultur und Film für The Green Wave[1]
- 2016: Nominiert für den Max Ophüls Preis in der Kategorie Kurzfilm für Omid